# Aéroport Syukuran Aminuddin Amir
L'aéroport Syukuran Aminuddin Amir (indonésien : Bandar Udara Syukuran Aminuddin Amir) (code IATA : LUW • code OACI : WAMW) est un aéroport desservant la ville de Luwuk, la capitale des Îles Banggai, dans la province de Sulawesi central sur l'île des Célèbes en Indonésie.

## Installations
L'aéroport se situe à 17 mètres d'altitude. Il dispose d'une piste unique 04/22 en bitume de 1 950 mètres sur 44.

## Compagnies aériennes et destinations

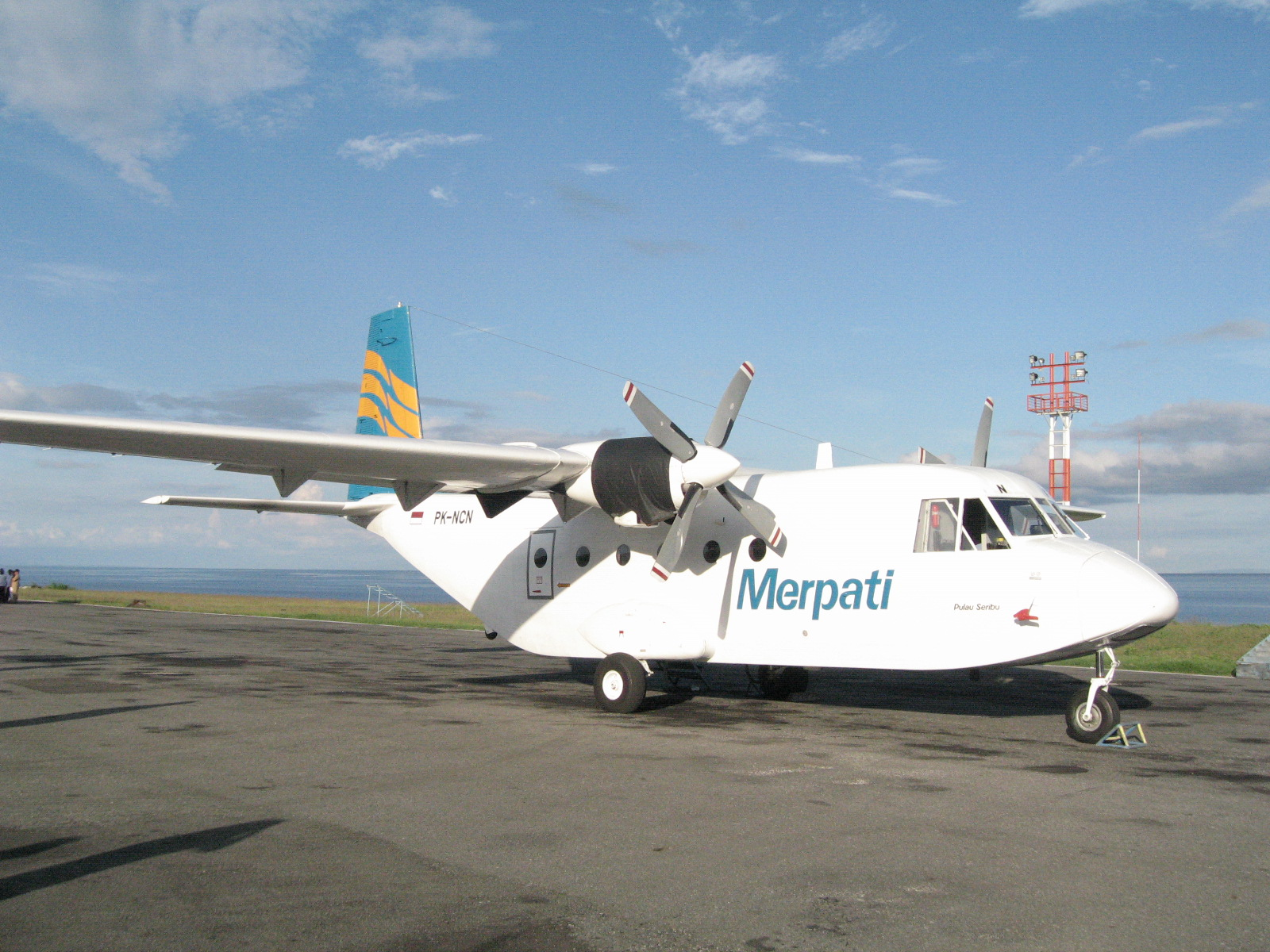
Avion "Merpati Nusantara Airlines CASA 212-200" posé sur l'aéroport de "Syukuran Aminuddin Amir".

L'aéroport est desservi par les compagnies suivantes:
| Compagnies                             | Destinations                                      |
| -------------------------------------- | ------------------------------------------------- |
| Aviastar                               | Buol, Luwuk, Palu-Mutiara, Toli Toli (en)         |
| Batik Air                              | Djakarta-S.-Hatta, Makassar-Sultan-Hasanuddin     |
| Citilink                               | Makassar-Sultan-Hasanuddin                        |
| Garuda Indonesia                       | Makassar-Sultan-Hasanuddin                        |
| Garuda Indonesia opéré par Explore Jet | Manado-S. Ratulangi                               |
| Lion Air                               | Makassar-Sultan-Hasanuddin                        |
| Sriwijaya Air                          | Makassar-Sultan-Hasanuddin                        |
| Wings Air                              | Luwuk, Manado-S. Ratulangi, Tarakan, Palu-Mutiara |

Édité le 06/02/2018